# Diplecogaster ctenocrypta
Diplecogaster ctenocrypta är en fiskart som beskrevs av Briggs, 1955. Diplecogaster ctenocrypta ingår i släktet Diplecogaster och familjen dubbelsugarfiskar. Inga underarter finns listade i Catalogue of Life.